# Rio da Farinha
Rio da Farinha är ett periodiskt vattendrag i Brasilien.   Det ligger i delstaten Paraíba, i den östra delen av landet, 1 500 km nordost om huvudstaden Brasília.
Omgivningarna runt Rio da Farinha är huvudsakligen savann. Runt Rio da Farinha är det glesbefolkat, med 16 invånare per kvadratkilometer.